# Robin Ignico
Robin Ignico (Clearwater, 20 de agosto de 1970) é uma atriz norte-americana.
Protagonizou os filmes Não Adormeça e A Dama de Vermelho (The Woman in Red).